# Oecetis lurida
Oecetis lurida là một loài Trichoptera trong họ Leptoceridae. Chúng phân bố ở miền Australasia.